# VINTAGE TOYS展
VINTAGE TOYS展（ヴィンテージトイズてん）は、日本の良き古き時代の手作り玩具の文化を後世に残し、ゲームのようなデジタル玩具ではなく手作り玩具を紹介、親しみと日本の技術力を再発見をする目的で開催される展覧会。

## 概要
日本の物づくりを大切に伝えようと開催するもので「VINTAGE TOYS」となっているが貴重なおもちゃ玩具と言えばブリキの玩具と言うことではなく、親しみを持って本物の古き良きものを肌で感じ取ってもらうには玩具が分かりやすく、幅広い年齢層に受け入れられるというコンセプトで開催される。コングレやぴあが中心となり日本郵便やエイベックス・エンタテインメント等の大手企業が協力し、日本の玩具老舗メーカー増田屋コーポレーションが展示品協力、監修を北原照久氏（とタッグを組んだプロジェクト。物作りに対する、日本の技術力をわかりやすく玩具と言うもので表現、展示する。

## 開催されたイベント
- 第一回（2013/12/24 - 2014/1/5）：「VINTAGE TOYS展（北原照久氏監修）」　JPタワーホール&カンファレンス